# Injangyang
Injangyang är en kommun i Myanmar. Den ligger i delstaten Kachin och distriktet Myitkyina i den norra delen av landet, 700 km norr om huvudstaden Naypyidaw. Antalet invånare i kommunen utgjorde 1 732 vid folkräkningen 2014.